# موتور تشراغ مير إسفندي
موتور تشراغ مير إسفندي (بالإنجليزية: Mowtowr-e Cheragh Mir Esfandi)‏ هي منطقة سكنية تقع في سيستان وبلوتشستان في إيران.